# Jezus syn Fabiego
Jezus syn Fabiego – usunięty arcykapłan żydowski w latach 30 p.n.e.-23 p.n.e., potomek Eleazara, syna Aarona.
Był arcykapłanem za panowania Heroda Wielkiego. Należał do wpływowej rodziny arcykapłańskiej, z której pochodziło dwóch innych pontyfików, Izmael syn Fabiego oraz drugi arcykapłan o tym samym imieniu. Został zastąpiony przez Szymona, syna Beotosa.